# Josep Palau i Fabre

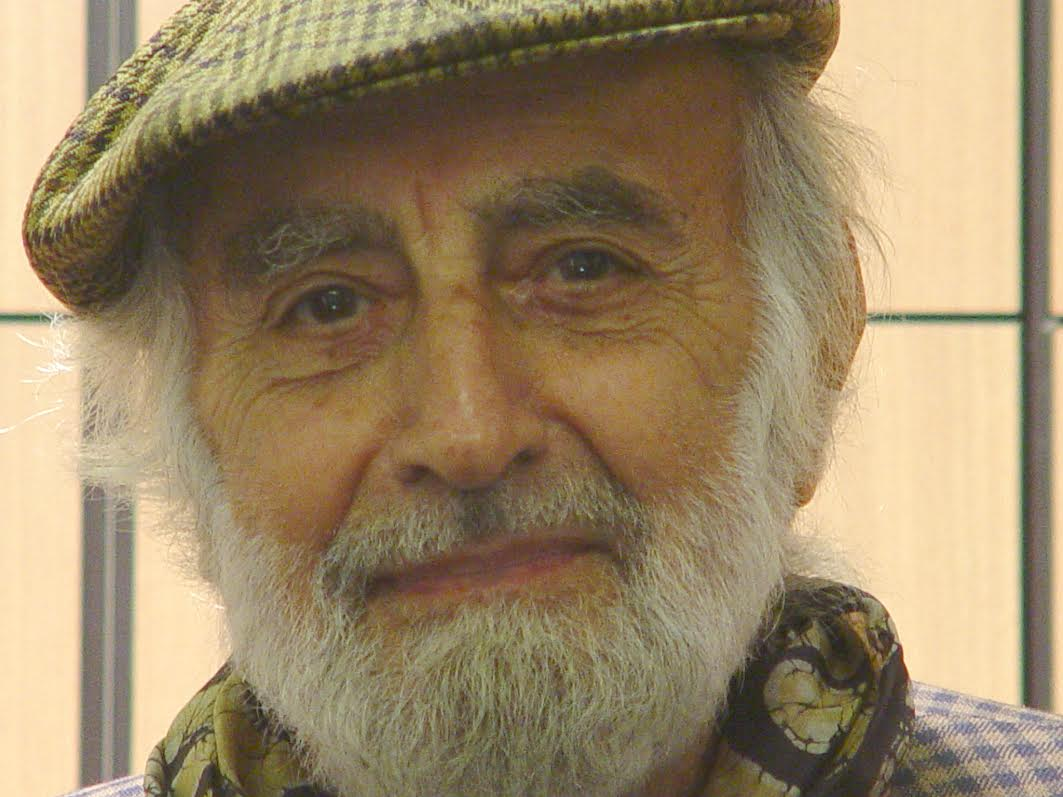
Josep Palau i Fabre

Josep Palau i Fabre (ur. w 1917  – zm. 23 lutego 2008 w Barcelonie), kataloński pisarz i krytyk. 
Palau i Fabre uważany był za jednego z największych znawców twórczości Pabla Picassa (1881–1973). Jego książki o tym hiszpańskim malarzu zostały przetłumaczone na wiele języków. Josep Palau i Fabre był również autorem opowiadań, wierszy i sztuk teatralnych.
Jako założyciel i wydawca pisma poświęconego literaturze, Poesía, wspierał wielu katalońskich pisarzy. Dzięki znajomości z takim luminarzami sztuki jak Picasso, Antoine Artaud, Octavio Paz, Jean Cocteau, Federico García Lorca czy Rafael Alberti związał katalońską kulturę z najważniejszymi ruchami artystycznymi XX wieku.
Ciężko chorował, zmarł w wieku 90 lat w szpitalu Vall d´Hebron w Barcelonie.

## Dzieła

### Poezja
- 1942 Balades amargues
- 1943 L'aprenent del poeta
- 1945 Imitació de Rosselló-Pòrcel
- 1946 Càncer
- 1952 Poemes de l'alquimista
- 2001 Les veus del ventríloc: poesia de teatre

### Proza
- 1983 Contes despullats
- 1984 La tesi doctoral del diable
- 1988 Amb noms de dona
- 1991 Un Saló que camina
- 1993 L'Alfa Romeo i Julieta i altres contes
- 1993 Contes de capçalera
- 1996 Les metamorfosis d'Ovídia i altres contes

### Teatr
- 1957 Esquelet de Don Joan
- 1972 Homenatge a Picasso
- 1977 Teatre
- 1978 La tràgica història de Miquel Kolhas
- 1986 Avui Romeo i Julieta. El porter i el penalty
- 1991 L'Alfa Romeo i Julieta, i altres contes, precedit per Aparició de Faust
- 2000 La confessió o l'esca del pecat
- 2003 Teatre de Don Joan

### Krytyka literacka i eseje
- 1943 Pensaments
- 1961 La tragèdia o el llenguatge de la llibertat
- 1962 El mirall embruixat
- 1962 Vides de Picasso
- 1962 Vides de Picasso: assaig de biografia
- 1963 Picasso
- 1964 Doble assaig sobre Picasso
- 1966 Picasso a Catalunya
- 1970 Picasso per Picasso
- 1971 L'extraordinària vida de Picasso
- 1971 Picasso i els seus amics catalans
- 1976 Antonin Artaud i la revolta del teatre modern
- 1976 Quaderns de l'alquimista
- 1977 Pare Picasso
- 1979 El "Gernika" de Picasso
- 1981 El secret de les Menines de Picasso
- 1981 Picasso
- 1981 Picasso vivent, 1881-1907
- 1981 Picasso, Barcelona, Catalunya (wspólnie z Montserrat Blanch, Alexandre Cirici i Isabel Coll)
- 1981 Picasso a l'abast
- 1983 Nous quaderns de l'alquimista
- 1990 Picasso cubisme, 19017-1917
- 1991 Quaderns inèdits de l'alquimista
- 1996 Lorca-Picasso
- 1996 Quaderns de vella i nova alquímia
- 1997 Quaderns de l'alquimista
- 1997 Estimat Picasso
- 1999 Picasso dels ballets al drama, 1917-1926
- 2004 Problemàtica de la tragèdia a Catalunya: obertura del curs acadèmic, 2003-2004